# Vespericola megasoma
Vespericola megasoma är en snäckart som först beskrevs av Henry Augustus Pilsbry 1928.  Vespericola megasoma ingår i släktet Vespericola och familjen Polygyridae. Inga underarter finns listade i Catalogue of Life.